# ミリオンダラー・アーム
『ミリオンダラー・アーム』（Million Dollar Arm）は、2014年にアメリカ合衆国で公開された伝記映画。インド人初のメジャーリーガーを誕生させたスポーツ・エージェント、JB・バーンスタインの実話をもとに製作されている。

## ストーリー
敏腕スポーツ・エージェントのJB・バーンスタインは、ある日契約寸前の有望選手をライバルに横取りされたことで破産寸前の状態に陥ってしまう。失意のどん底に墜ちたJBだったが、ふとしたきっかけからインドではクリケットが盛んだということを知り、いまだ誰も手を付けていない野球未開の地、インドでメジャーリーグベースボール(MLB)に通用する豪腕投手を探すことを思いつく。
早速JBはインドへと飛び、そこで「ミリオンダラー・アーム」というコンテスト形式のリアリティー・ショーを企画開催する。コンテストに勝ち抜けば、多額の賞金とアメリカ合衆国でメジャーリーガーとしてデビューできるという条件に、インド中から多数の参加者が押し寄せるが、野球のルールすら知らない彼らではメジャーリーグでは到底通用しないと思われた。だが、参加者の中で二名、リンク・シンとディネシュ・パテルからは、光るものが感じられるのであった。
JBはリンクとディネシュと共にアメリカ合衆国へと戻ると、彼らに野球のコーチをつけ、メジャーリーガーとして通用するよう徹底指導を行う。しかし、初めて教わる野球のルールと、慣れない異国の地という厳しい環境がやがてリンクとディネシュを苦しめ始める。そんな二人の姿を見たJBは、身勝手だった自らの考えを改め、彼らと共に大きな試練に立ち向かっていくことを決意する。

## キャスト
※括弧内は日本語吹替
- JB・バーンスタイン（英語版） - ジョン・ハム（東地宏樹）
- アッシュ・ヴァスデヴァン（英語版） - アーシフ・マンドヴィ（多田野曜平）
- リンク・シン - スラージ・シャルマ（小松史法）
- ディネシュ・パテル - マドゥル・ミッタル（英語版）（吉田健司）
- トム・ハウス - ビル・パクストン（東和良）
- ブレンダ・フェンウィック - レイク・ベル（ちふゆ）
- レイ・ポイトヴィント - アラン・アーキン（中博史）
- アミト・ロハン - ピトバッシュ（英語版）（鈴木佑治）